# 矩阵函数
数学上讲，矩阵函数是把矩阵映射到另一个矩阵的函数。

## 将标量函数拓展为矩阵函数

### 指数级数
如果实值函数 f具有泰勒展开
{\displaystyle f(x)=f(0)+f'(0)\cdot x+f''(0)\cdot {\frac {x^{2}}{2!}}+\cdots }
那么矩阵函数可以通过用矩阵替换自变量{\displaystyle x}得到：指数运算变成矩阵指数，加法变成矩阵和，与标量系数的乘法变成矩阵和标量的乘法。如果实级数在{\displaystyle |x|<r}时收敛，那么其对应的关于{\displaystyle A}的矩阵级数也将收敛，如果在某个满足{\displaystyle \|AB\|\leq \|A\|\cdot \|B\|}的矩阵范数{\displaystyle \|\cdot \|}上满足{\displaystyle \|A\|<r}。

### 可对角化矩阵
如果矩阵{\displaystyle A}是可对角化矩阵，则结果可以简化为一个由各个特征值的函数值构成的矩阵。换句话说，假设我们可以找到矩阵{\displaystyle P}和对角阵{\displaystyle D}，使得{\displaystyle A=P\cdot D\cdot P^{-1}}，那么
把指数级数的定义用到这个分解上，我们可以得到
{\displaystyle f(A)=P{\begin{bmatrix}f(d_{1})&\dots &0\\\vdots &\ddots &\vdots \\0&\dots &f(d_{n})\end{bmatrix}}P^{-1}~,}
其中{\displaystyle d_{1},\dots ,d_{n}}表示{\displaystyle D}的对角元素。